# Teff
Teff (Eragrostis teff) er en græsart, der dyrkes næsten udelukkende i Etiopien, hvor den nærmest er basisføde.

## Kendetegn
Teff tilhører græsfamilien, planten bliver ca. 60 cm. høj, småaksene er flerblomstrende. Meget små frø.
Teff er vældig næringsrig, og indeholder både protein og fibre. Derudover indeholder det mineraler som kalcium og jern. Disse mineraler - især jernindholdet i teff - er let optagelig i kroppen.
Teff er en fremragende ressource for glutenfri bagværk og den giver en fleksibel, elastisk, ikke-klæbende karakter til bagværket.

## Anvendelse
Frøene udmales til mel og benyttes til glutenfri brød og kager, eksempelvis fladbrøddet Injera.